# Civray (Vienne)
Civray (en poitevino-saintongeais Civraes) es una localidad y comuna de Francia, situada en el departamento de la Vienne y en la región de Poitou-Charentes. Sus habitantes se denominan en francés los civraisiens y las civraisiennes.

## Historia
La ciudad se entregó a Thomas de Wodestock, hijo del rey de Inglaterra Eduardo III, en 1363, en aplicación del tratado de Brétigny, firmado tres años antes.

## Administración
Lista de los alcaldes sucesivos:
- (1971 - 1998) Raoul Cartraud

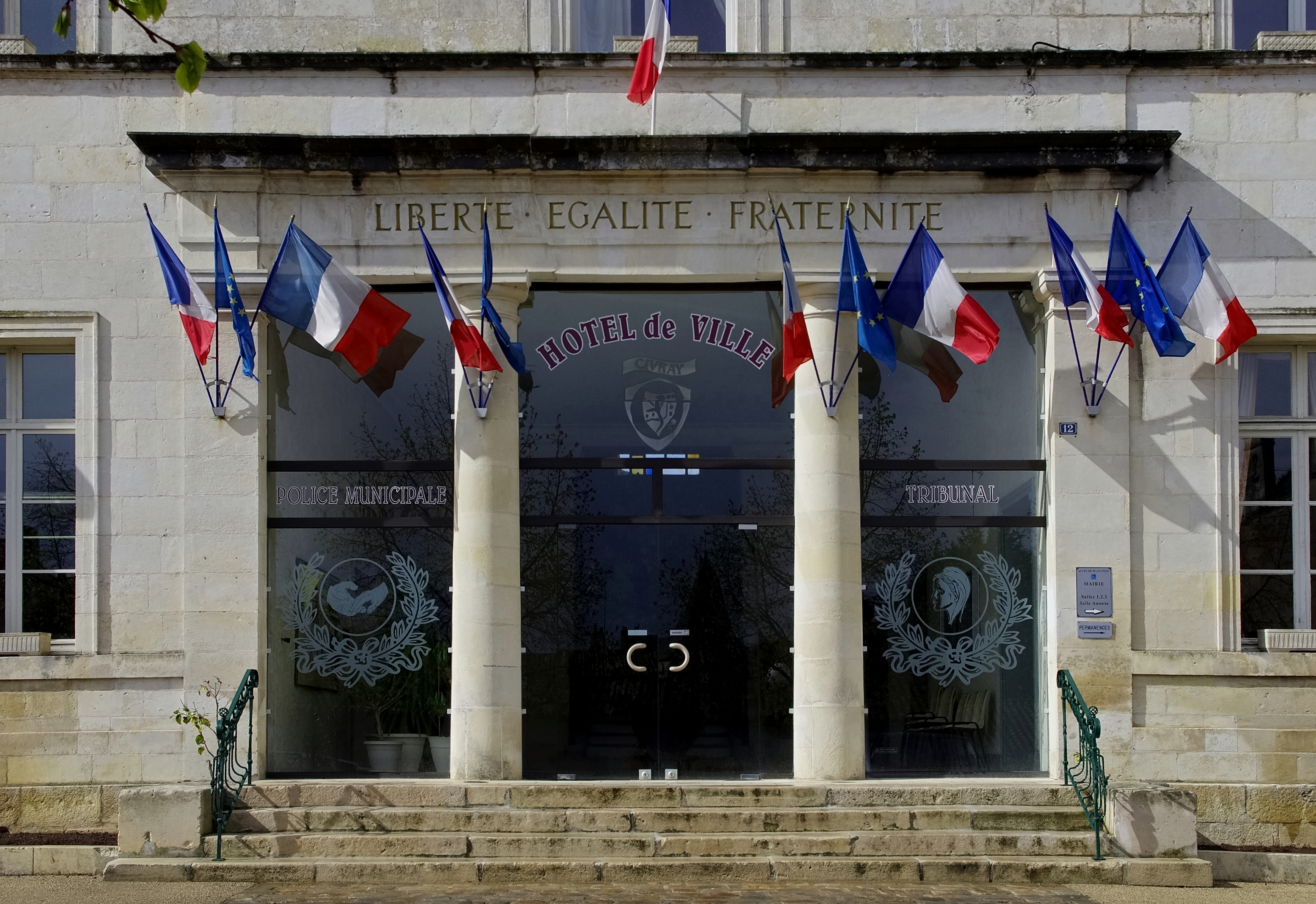

- (marzo de 2001) Jean-Bernard Brunet

## Demografía
| 2867 | 3034 | 3108 | 2978 | 2814 | 2638 |
| Para los censos de 1962 a 1999 la población legal corresponde a la población sin duplicidades (Fuente: INSEE [Consultar]) |      |      |      |      |      |

## Economía
- Delegación de la Cámara de comercio e industria de la Vienne.

## Lugares de interés y monumentos
- San Nicolás de Civray, bella iglesia del siglo XII de estilo Románico, con fachada de dos pisos con tres arcadas, ricamente tallada. El tímpano se añadió al pórtico central en el siglo XIX. Algunos de los temas representados son, de abajo arriba: Cristo adorado por los ángeles, las Vírgenes prudentes y las vírgenes necias, la Asunción, los meses del año y los signos del Zodiaco. La arcada central representa el combate de las virtudes y los vicios; la de la izquierda contiene la estatua mutilada de un caballero, mientras que la arcada de la derecha representa, abajo, a San Nicolás salvando a tres muchachas, y arriba, a los cuatro evangelistas. El ábside de la iglesia, que puede admirarse desde el jardín del presbiterio, es también notable. El campanario es una torre-linterna octogonal. El interior se repintó por entero en el siglo XIX, pero todavía puede admirarse un fresco del siglo XIV que representa tres episodios de la leyenda de San Gil en el brazo del transepto sur.

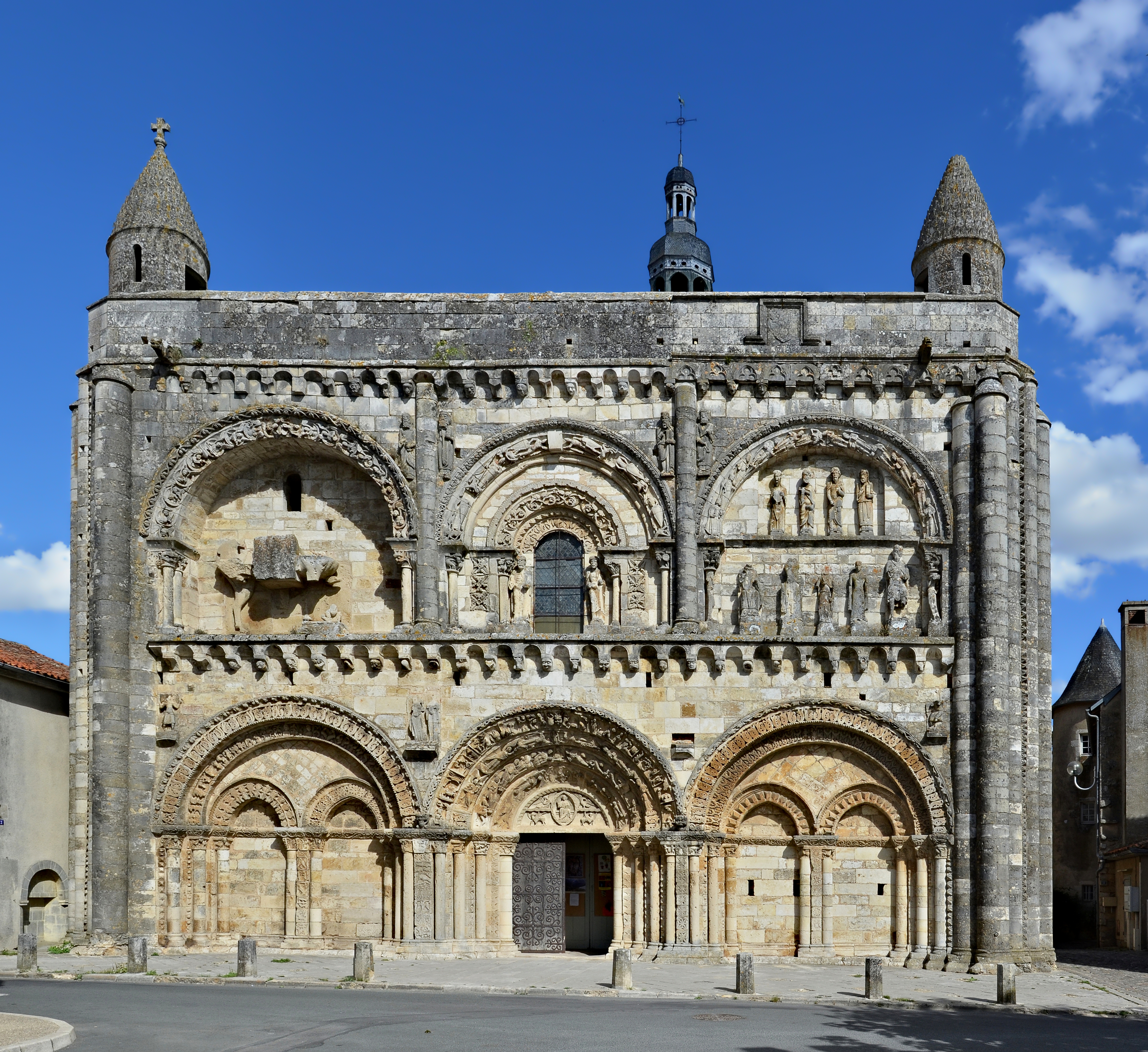
La fachada
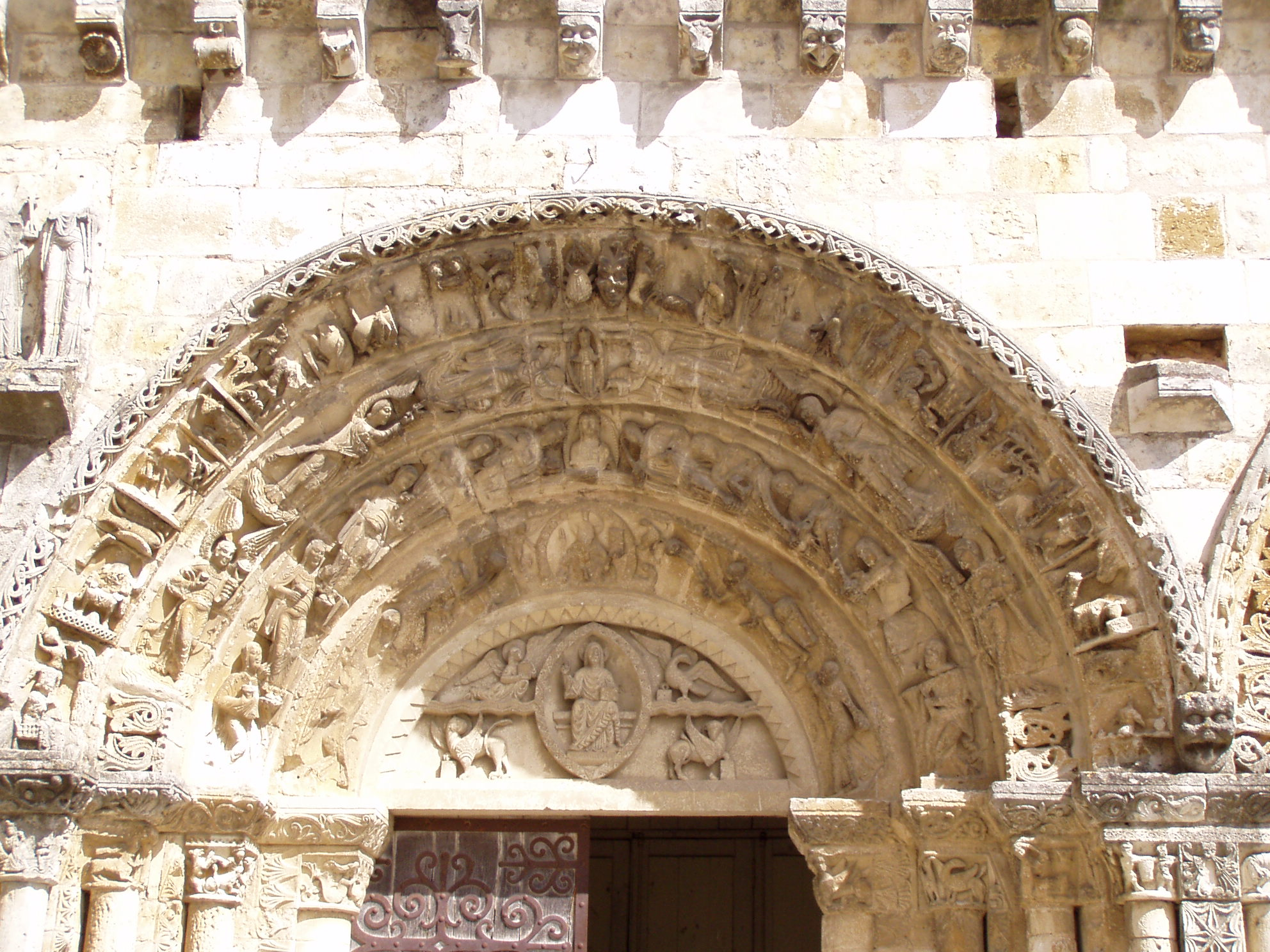
Detalle del pórtico central
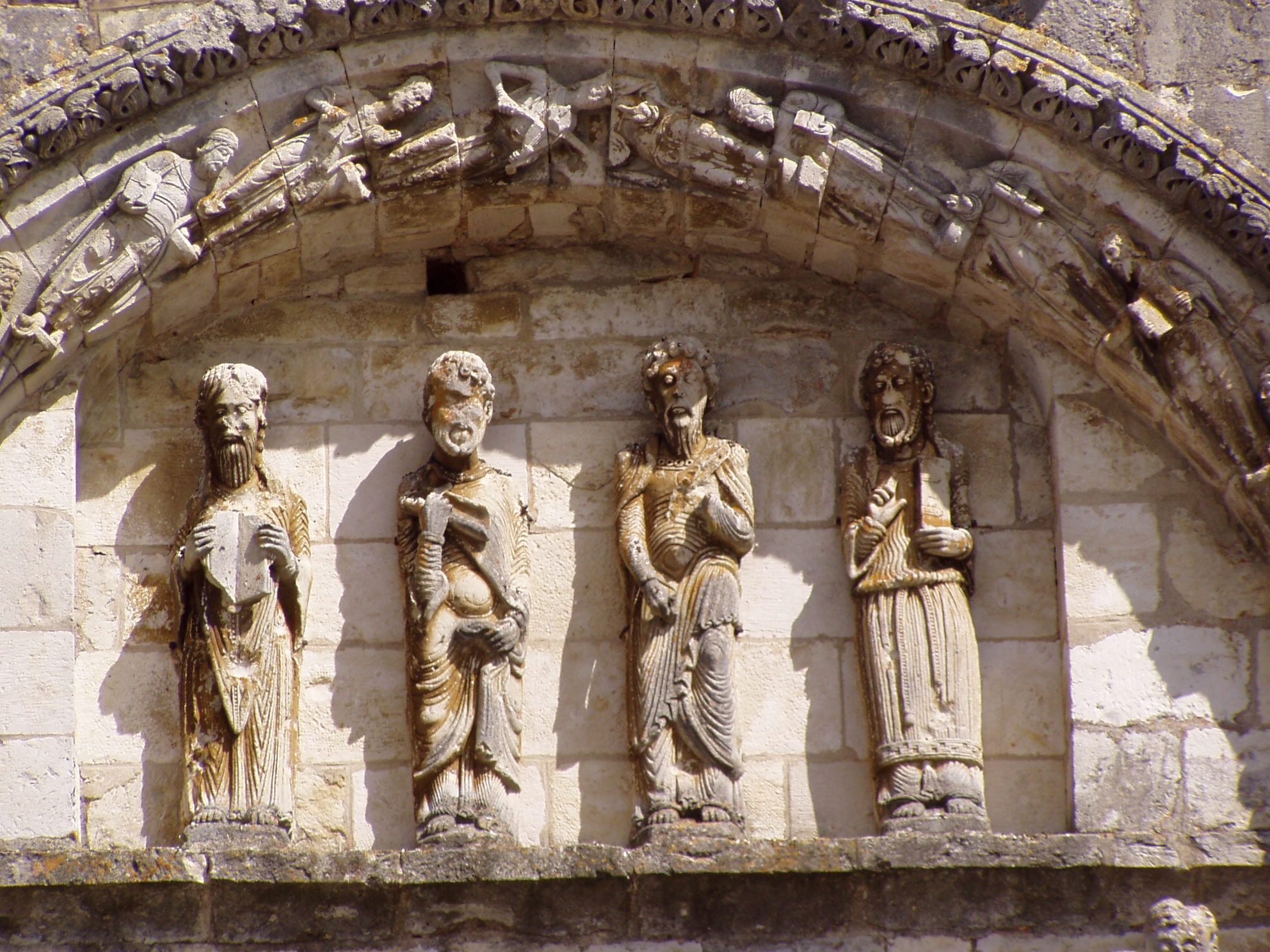
Los 4 evangelistas (detalle de la fachada)
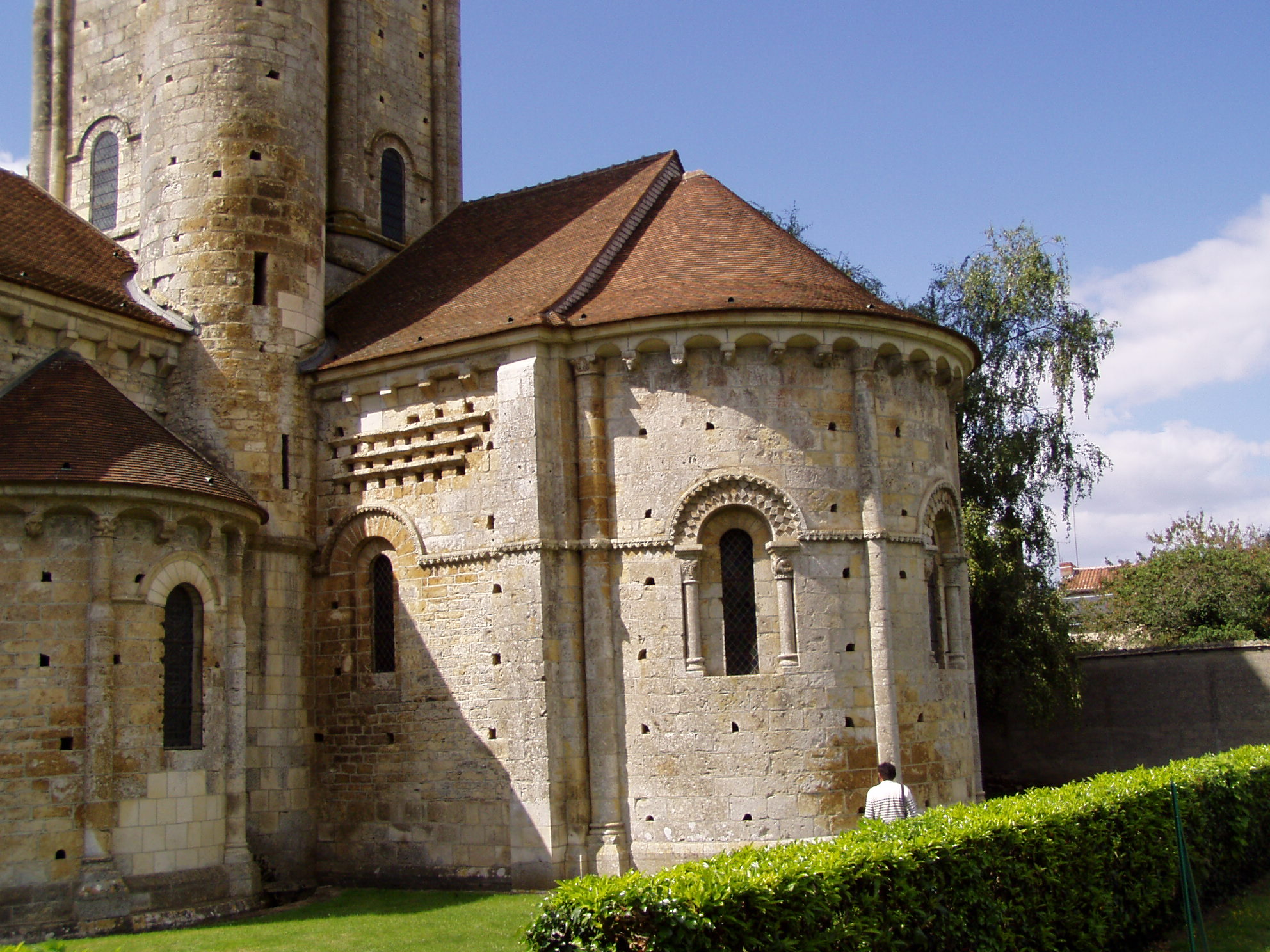
Ábside

## Personalidades vinculadas a la comuna
Nacidos allí:
- le general del Imperio Rivaud de la Raffinière,
- el antiguo Ministro André Chandernagor.
- el compositor Thierry Lancino (colaborador de Pierre Boulez)